# メル・ブルックス
メル・ブルックス（Mel Brooks, 1926年6月28日 - ）は、アメリカ合衆国の映画監督、脚本家、俳優、プロデューサーである。俳優としても監督としても「コメディ映画の重鎮」として名高い存在として知られた。

## 来歴
ポーランド系ユダヤ人移民の父と、ロシア帝国（のちのウクライナ）キーウ出身のユダヤ人移民の母（旧姓：ブルックマン）の息子として、ニューヨーク市ブルックリン区に生まれる。出生時の本名はメルヴィン・カミンスキー（Melvin Kaminsky）。2歳の時に父親が亡くなり、16歳でスタンダップ・コメディアンとして舞台を踏む。イースタン・ディストリクト高校を卒業後、心理学専攻の学生としてニューヨーク市立大学ブルックリン校で1年間を過ごした。その後、ヴァージニア・ミリタリー・インスティチュートの士官候補生になる。
軍務を終えてからは、シド・シーザー主演のテレビ番組などでコント作家として活動（番組の共同作家には、ニール・サイモンやウディ・アレンがいた）。1960年代には、カール・ライナーとコンビを組んで発表したコメディーレコード『2000 イヤー・オールド・マン（2000 Year Old Man）』や、原作・脚本を担当したテレビドラマシリーズ『それ行けスマート』で高い評価を得る。 
1967年に『プロデューサーズ』で映画監督デビューし、第41回アカデミー賞（1969年）で脚本賞を受賞。以降、『ブレージングサドル』（1974年）、『ヤング・フランケンシュタイン』（1974年）、『メル・ブルックス/新サイコ』（1977年）、『スペースボール』（1987年）などの作品を脚本・監督し、ハリウッドのコメディ映画界、パロディ映画界を象徴する存在となった。
映画監督としてコメディやパロディ映画を専門とするが、「プロデューサー」としては『エレファント・マン』、『女優フランシス』、『ザ・フライ』などのシリアスな作品も手がけている。ただしシリアスな作品の製作は匿名（クレジットなし）で行っており、その理由は「自分の名前がクレジットされるとコメディと誤解されるから」とのこと。
2001年には自身の監督デビュー作『プロデューサーズ』を同名のミュージカルに仕立て、ブロードウェイで歴史的な大ヒットとなる（2007年4月22日閉幕）。2005年、さらにミュージカル版を映画化した『プロデューサーズ』がネイサン・レイン、マシュー・ブロデリック主演で公開された。
アメリカ合衆国の文化や芸能に対する長年の貢献が称えられ、2009年、ケネディ・センター名誉賞を受賞。2010年にはハリウッド・ウォーク・オブ・フェームの星となり、2012年にはデヴィッド・リンチとともにAFI名誉博士号を授与される。2013年にはAFI生涯功労賞を受賞し、2024年には第96回アカデミー名誉賞が授与された。

## 作風
- ユダヤ系アメリカ人であり、デビュー以来、一貫してナチスやアドルフ・ヒトラーを取り上げた作品を製作している。中でもヒトラーの物真似はブルックス自身の十八番で、NBCのコメディ番組『Peeping Times』（1978年）、映画『メル・ブルックスの大脱走』（1983年）、同作公開に合わせて製作されたミュージック・ビデオ『To Be Or Not To Be』（1983年）などでヒトラーを演じている。一連のナチスネタは強烈な風刺精神に基づくもので、「世界中でヒトラーを笑い飛ばすことは、私の生涯の仕事の一つになっている」と語っている[10]。

## 歴史的評価
- アカデミー賞、エミー賞、グラミー賞、トニー賞の4賞すべてを受賞したことがある数少ない人物の一人である。
- AFIが「AFIアメリカ映画100年シリーズ」の一環として2000年に選出した「アメリカ喜劇映画ベスト100」では、3本の監督作品がランクインしている[11]。
  - 『ブレージングサドル』（1974年）：第6位
  - 『プロデューサーズ』（1967年）：第11位
  - 『ヤング・フランケンシュタイン』（1974年）：第13位

## 私生活
1951年にブロードウェイダンサーのフローレンス・バウムと結婚し3人の子供を儲けたが、1961年に離婚。1964年に女優のアン・バンクロフトと再婚した（2005年に死別）。
アン・バンクロフトとの間に生まれた息子のマックス・ブルックスは『WORLD WAR Z』などの著作で知られる小説家、脚本家である。

## フィルモグラフィ

### 映画
| 年     | 題名                                                                                      | 役名                                                 | 役割                         | 備考                           | 吹替                                 |
| ------ | ----------------------------------------------------------------------------------------- | ---------------------------------------------------- | ---------------------------- | ------------------------------ | ------------------------------------ |
| 1967   | プロデューサーズ The Producers                                                            | N/A                                                  | 監督・脚本                   |                                | N/A                                  |
| 1970   | メル・ブルックスの命がけ!イス取り大合戦 The Twelve Chairs                                 | Tikon                                                | 監督・脚本・出演             | 日本未公開作品、のちにビデオ化 | N/A                                  |
| 1974   | ブレージングサドル Blazing Saddles                                                        | レ・ペトメイン州知事 / インディアンの酋長            | 監督・脚本・出演             |                                | N/A                                  |
| 1974   | ヤング・フランケンシュタイン Young Frankenstein                                           | N/A                                                  | 監督・脚本・原案             |                                | N/A                                  |
| 1976   | メル・ブルックスのサイレント・ムービー Silent Movie                                       | メル                                                 | 監督・脚本・出演             |                                | N/A                                  |
| 1977   | メル・ブルックス/新サイコ High Anxiety                                                    | リチャード・H・ソーンダイク                          | 監督・脚本・出演             |                                | 富田耕生（TBS版）                    |
| 1979   | マペットの夢みるハリウッド The Muppet Movie                                               | マックス・クラスマン教授                             | 出演                         |                                | 不明（LD版） 多田野曜平（Disney+版） |
| 1980   | 0086笑いの番号 The Nude Bomb                                                              | N/A                                                  | キャラクター創造             |                                | N/A                                  |
| 1980   | エレファント・マン The Elephant Man                                                       | N/A                                                  | 製作                         | クレジットなし                 | N/A                                  |
| 1981   | メル・ブルックス/珍説世界史PARTI History of the World: Part I                             | モーゼ / コミカス / トルケマダ / ジャック / ルイ16世 | 監督・製作・脚本・出演       |                                | 富田耕生（テレビ朝日版）             |
| 1982   | 女優フランシス Frances                                                                    | N/A                                                  | 製作                         | クレジットなし                 | N/A                                  |
| 1983   | メル・ブルックスの大脱走 To Be or Not To Be                                               | フレデリック・ブロンスキー博士                       | 製作・出演                   |                                | 坂口芳貞                             |
| 1986   | 太陽の7人 Solarbabies                                                                     | N/A                                                  | 製作総指揮                   |                                | N/A                                  |
| 1986   | チャーリング・クロス街84番地 84, Charing Cross Road                                       | N/A                                                  | 製作                         |                                | N/A                                  |
| 1987   | スペースボール Spaceballs                                                                 | スクルーブ大統領 / ヨーグルト                        | 監督・製作・脚本・出演       |                                | 羽佐間道夫                           |
| 1987   | ザ・フライ The Fly                                                                        | N/A                                                  | 製作                         | クレジットなし                 | N/A                                  |
| 1989   | ザ・フライ2 二世誕生 The Fly II: The Insect Awakens                                       | N/A                                                  | 製作                         | クレジットなし                 | N/A                                  |
| 1991   | メル・ブルックス/逆転人生 Life Stinks                                                     | ゴダード・ボルト                                     | 監督・製作・脚本・原案・出演 |                                | 穂積隆信                             |
| 1992   | バーグラント The Vagrant                                                                  | N/A                                                  | 製作総指揮                   |                                |                                      |
| 1993   | ロビン・フッド/キング・オブ・タイツ Robin Hood: Men in Tights                             | ラビ                                                 | 監督・製作・脚本・出演       |                                | N/A                                  |
| 1995   | レスリー・ニールセンのドラキュラ Dracula: Dead and Loving It                              | ヴァン・ヘルシング教授                               | 監督・製作・脚本・出演       |                                | 八奈見乗児                           |
| 2002年 | マペットのメリー・クリスマス It's a Very Merry Muppet Christmas Movie                     | ジョー・スノウ                                       | 声の出演                     |                                | 西川幾雄                             |
| 2005年 | ロボッツ Robots                                                                           | ビッグウェルド博士                                   | 声の出演                     |                                | 西田敏行                             |
| 2005年 | プロデューサーズ The Producers                                                            | 鳩のヒルダ / 猫のトム（声）                          | 製作・脚本・音楽・出演       |                                | N/A                                  |
| 2008   | ゲット スマート Get Smart                                                                 | N/A                                                  | キャラクター原案             |                                | N/A                                  |
| 2015   | モンスター・ホテル2 Hotel Transylvania 2                                                  | ヴラッド                                             | 声の出演                     |                                | 稲川淳二                             |
| 2015   | ハロルドとリリアン ハリウッド・ラブストーリー Harold and Lillian: A Hollywood Love Story  | N/A                                                  | 出演                         | ドキュメンタリー               | N/A                                  |
| 2018   | モンスター・ホテル クルーズ船の恋は危険がいっぱい?! Hotel Transylvania 3: Summer Vacation | ヴラッド                                             | 声の出演                     |                                | 中博史                               |
| 2019   | トイ・ストーリー4 Toy Story 4                                                             | メレファント・ブルックス                             | 声の出演                     |                                | 佐久間元輝                           |

### テレビシリーズ
| 年        | 日本語題 原題                                        | 役名                      | 役割             | 備考                                                             | 日本語吹き替え |
| --------- | ---------------------------------------------------- | ------------------------- | ---------------- | ---------------------------------------------------------------- | -------------- |
| 1950-1954 | Your Show of Shows                                   | N/A                       | 脚本             | 計139話担当                                                      | N/A            |
| 1954-1957 | Caesar's Hour                                        | N/A                       | 脚本             | 計29話担当                                                       | N/A            |
| 1965-1970 | それ行けスマート Get Smart                           | N/A                       | 企画             |                                                                  | N/A            |
| 1965-1970 | それ行けスマート Get Smart                           | N/A                       | 脚本             | 計3話担当                                                        | N/A            |
| 1975      | When Things Were Rotten                              | N/A                       | 企画             |                                                                  | N/A            |
| 1975      | When Things Were Rotten                              | N/A                       | 製作総指揮・脚本 | 第1話「The Capture of Robin Hood」                               | N/A            |
| 1989      | The Nutt House                                       | N/A                       | 企画             |                                                                  | N/A            |
| 1989      | The Nutt House                                       | N/A                       | 製作総指揮       | 計10話担当                                                       | N/A            |
| 1989      | The Nutt House                                       | N/A                       | 脚本             | 第1話「Pilot」                                                   | N/A            |
| 1995      | ザ・シンプソンズ The Simpsons                        | メル・ブルックス          | 声の出演         | 第6シーズン第17話「スーザン・サランドンはバレエ教師」            |                |
| 1996-1999 | あなたにムチュー Mad About You                       | フィルおじさん            | 出演             | 計4話                                                            |                |
| 2004      | ラリーのミッドライフ★クライシス Curb Your Enthusiasm | メル・ブルックス          | 出演             | 計4話                                                            |                |
| 2008-2009 | Spaceballs: The Animated Series                      | N/A                       | 企画             |                                                                  | N/A            |
| 2008-2009 | Spaceballs: The Animated Series                      | N/A                       | 製作総指揮       | 計15話担当                                                       | N/A            |
| 2008-2009 | Spaceballs: The Animated Series                      | N/A                       | 脚本             | 計2話担当                                                        | N/A            |
| 2008-2009 | Spaceballs: The Animated Series                      | President Skroob / Yogurt | 声の出演         | 計15話                                                           | N/A            |
| 2011      | きんきゅうしゅつどう隊 OSO Special Agent Oso         | グランパ・メル            | 声の出演         | 第2シーズン第18話「On Old MacDonald's Special Song/Snapfingers」 |                |

### ブロードウェイ・ミュージカル
| 初演年 | 日本語題 原題                                 | 役割                   |
| ------ | --------------------------------------------- | ---------------------- |
| 2001   | プロデューサーズ The Producers                | 製作・脚本・作詞・作曲 |
| 2007   | ヤングフランケンシュタイン Young Frankenstein | 製作・脚本・作詞・作曲 |

## 著書
- プロデューサーズ（2005年6月、共著：トム・ミーハン、日本語訳：高平哲郎、アイビーシーパブリッシング） ISBN 978-4-89684098-8